# Першунарі (Кокорештій-Колц, Прахова)
Першунарі (рум. Perșunari) — село у повіті Прахова в Румунії. Входить до складу комуни Кокорештій-Колц.
Село розташоване на відстані 47 км на північ від Бухареста, 15 км на південний захід від Плоєшті, 93 км на південь від Брашова.

## Населення
За даними перепису населення 2002 року у селі проживали 569 осіб. Усі жителі села рідною мовою назвали румунську.
Національний склад населення села:
| Національність | Кількість осіб | Відсоток |
| -------------- | -------------- | -------- |
| румуни         | 543            | 95,4%    |
| цигани         | 26             | 4,6%     |